# Бакдаулет Альментай
Бакдаулет Альментай (каз. Бакдаулет Альментай; нар. 19 грудня 1995) — казахський борець вільного стилю, бронзовий призер чемпіонату Азії, бронзовий призер Азійських ігор. Майстер спорту Республіки Казахстан з вільної боротьби.

## Життєпис
Боротьбою почав займатися з року 2008. Тренер — Турібеклуй Тоймухан.

## Спортивні результати на міжнародних змаганнях

### Виступи на Чемпіонатах Азії
| Змагання                       | Збірна    | Вагова категорія          | Місце  |
| ------------------------------ | --------- | ------------------------- | ------ |
| Чемпіонат Азії з боротьби 2016 | Казахстан | вільна боротьба, до 97 кг | Бронза |

### Виступи на Азійських іграх
| Змагання                        | Збірна    | Вагова категорія          | Місце  |
| ------------------------------- | --------- | ------------------------- | ------ |
| Азійські ігри в приміщенні 2017 | Казахстан | вільна боротьба, до 97 кг | Бронза |
| Азійські ігри 2018              | Казахстан | вільна боротьба, до 97 кг | 9      |

### Виступи на інших змаганнях
| Змагання                                     | Збірна    | Вагова категорія          | Місце  |
| -------------------------------------------- | --------- | ------------------------- | ------ |
| Турнір «Олімпія» 2015                        | Казахстан | вільна боротьба, до 97 кг | Бронза |
| Меморіал Вацлава Циолковського 2016          | Казахстан | вільна боротьба, до 97 кг | 8      |
| Гран-прі Німеччини з боротьби 2016           | Казахстан | вільна боротьба, до 97 кг | 11     |
| Золотий Гран-прі з боротьби 2016             | Казахстан | вільна боротьба, до 97 кг | 5      |
| Міжнародний турнір Дінмухамеда Кунаєва 2016  | Казахстан | вільна боротьба, до 97 кг | 8      |
| Турнір Дана Колова — Николи Петрова 2017     | Казахстан | вільна боротьба, до 97 кг | 14     |
| Меморіал Вацлава Циолковського 2017          | Казахстан | вільна боротьба, до 97 кг | Бронза |
| Відкритий чемпіонат Монголії з боротьби 2018 | Казахстан | вільна боротьба, до 97 кг | Золото |
| Турнір міста Сассарі з боротьби 2019         | Казахстан | вільна боротьба, до 97 кг | 5      |

### Виступи на змаганнях молодших вікових груп
| Змагання                                      | Збірна    | Вагова категорія          | Місце  |
| --------------------------------------------- | --------- | ------------------------- | ------ |
| Чемпіонат Азії з боротьби серед кадетів 2011  | Казахстан | вільна боротьба, до 85 кг | 5      |
| Чемпіонат світу з боротьби серед кадетів 2011 | Казахстан | вільна боротьба, до 85 кг | 11     |
| Чемпіонат Азії з боротьби серед кадетів 2012  | Казахстан | вільна боротьба, до 85 кг | Золото |
| Чемпіонат світу з боротьби серед кадетів 2012 | Казахстан | вільна боротьба, до 85 кг | 17     |
| Чемпіонат Азії з боротьби серед юніорів 2015  | Казахстан | вільна боротьба, до 96 кг | Золото |
| Чемпіонат світу з боротьби серед юніорів 2015 | Казахстан | вільна боротьба, до 96 кг | Бронза |
| Чемпіонат світу з боротьби серед молоді 2017  | Казахстан | вільна боротьба, до 97 кг | 7      |
| Чемпіонат світу з боротьби серед молоді 2018  | Казахстан | вільна боротьба, до 97 кг | 11     |